# Guatemalská občanská válka
Guatemalská občanská válka byla ozbrojeným vnitrostátním konfliktem, který s různým stupněm intenzity probíhal v Guatemale mezi roky 1960 a 1996. Konflikt probíhal mezi několika levicově orientovanými guerillovými skupinami na jedné straně a guatemalskými vojenskými diktaturami na straně druhé, přičemž nejvyšší eskalace násilí dosáhl v první polovině 80. let 20. století. Nejvíce zasaženou skupinou bylo domorodé civilní obyvatelstvo (především mayského původu, viz guatemalská genocida), válka si vyžádala na 200 000 zabitých či nezvěstných osob.

## Příčiny a předehra k válce

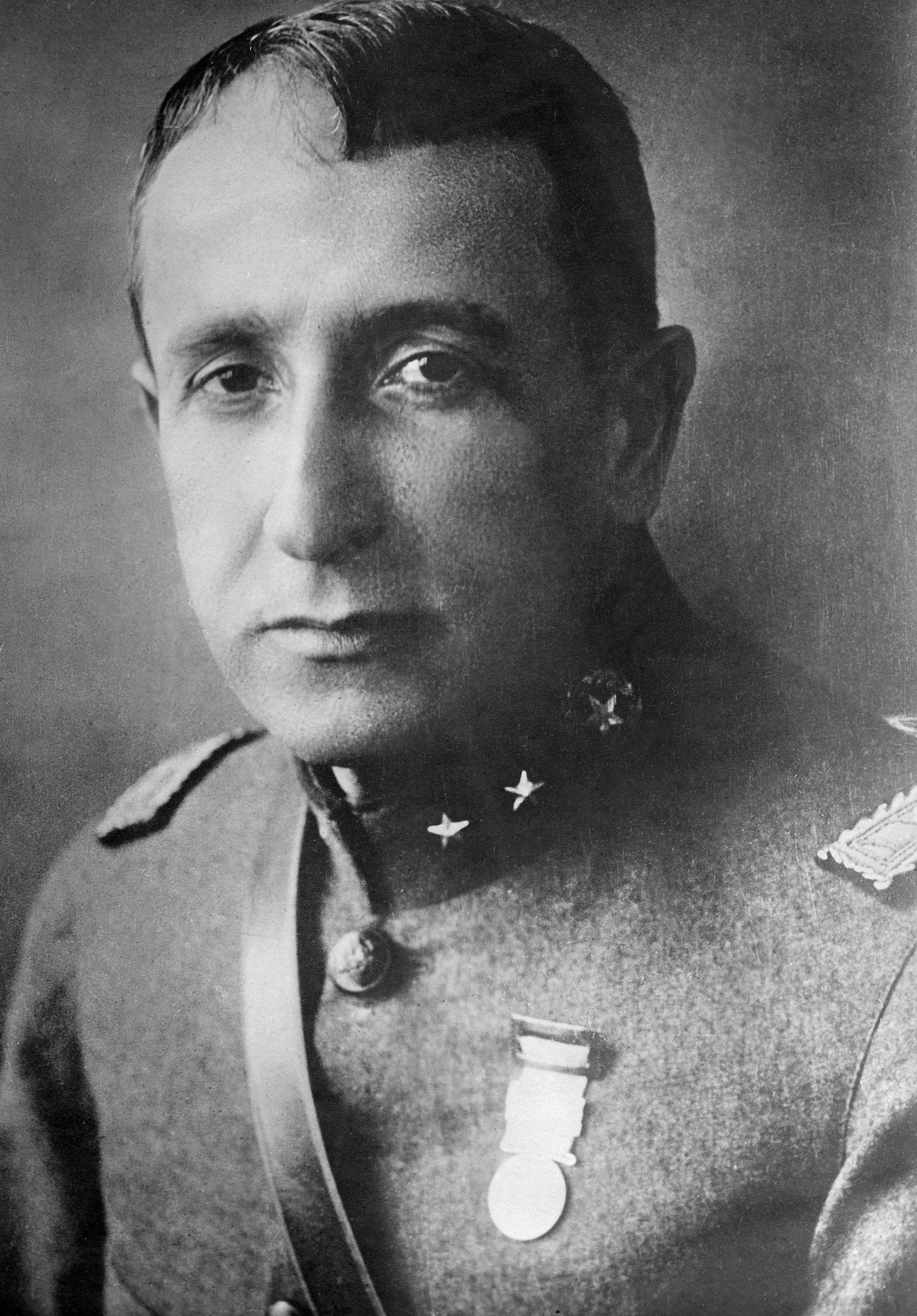
Jorge Ubico Castaneda

Guatemala jako samostatný stát vznikla v roce 1839 vystoupením z Federativní středoamerické republiky. Od doby nezávislosti jsou dějiny Guatemaly typické politickou nestabilitou a převraty. Nezávislý guatemalský stát pokračoval po celé 19. století v politice vyloučení domorodého obyvatelstva indiánského původu z politického života podobně jako tomu bylo v době španělské koloniální nadvlády. Hluboké společenské nerovnosti a sociální vyloučení jsou považovány za jedny z dlouhodobých příčin vedoucích ke guatemalské občanské válce. Ke konci 19. století začala v Guatemale podnikat společnost United Fruit Company, orientující se především na produkci banánů a popř. dalšího tropického ovoce a z Guatemaly se postupně stávala tzv. banánová republika. Většinu zemědělské půdy v Guatemale vlastnila úzká skupina bohatých rodin, katolické církve a soukromých společností. Sama United Fruit Company vlastnila ve čtyřicátých letech celkem 566 0000 akrů půdy a zaměstnávala kolem 15 000 lidí, což z ní činilo nejen největšího soukromého vlastníka půdy v zemi ale i největšího zaměstnavatele. Společnost dále pomocí subsidií vlastnila International Railways of Central America, čímž bylo v jejím držení celkem 690 mil z celkem 719 mil dlouhé železniční sítě v Guatemale a dávala práci dalším 5 tisíc lidí. Konečně měla také pod kontrolou dva ze tří guatemalských přístavů. Podle P.J. Dosala byla United Fruit Company schopna vybudovat si toto privilegované postavení také díky své schopnosti vytvářet výhodné politické aliance s guatemalskými diktátory jako byli Manuel Estrada Cabrera (1898-1920) a především Jorge Ubico (1931-1944).
Autoritářský režim J. Ubica skončil v roce 1944 tzn. Říjnovou revolucí, kdy série nepokojů a naplánovaných povstání vedla k ustanovení nové vlády vedené Františkem Javierem Aranou, Árbenzem Guzmánem a Jorgem Toriellem. Tato vláda slibovala svobodné volby, ovšem následné protesty dále potírala za pomoci brutální síly. V prosinci 1944 se konaly prezidentský volby, které vyhrál velkým výsledkem Juan José Arévalo. Jím prosazovaná ideologie se nazývá spirituální socialismus, který nebyl v protikladu s kapitalismem. Komunistická strana byla  zakázaná. V roce 1945 zakázal odbory u zaměstnavatelů do 500 zaměstnanců. V roce 1947 byl schválen nový zákoník práce, podstatně zlepšující podmínky zaměstnanců.  V této době (července až říjen 1944) se ale začali mobilizoval guatemalští plantážní a železniční dělníci a proměňovat nejprve reformní politické hnutí v revoluční frontu, jejímž cílem byla konečná likvidace monopolu United Fruit Company v Guatemale.
V roce 1951 nastoupil do prezidentského úřadu demokraticky zvolený, levicově orientovaný Jacobo Árbenz Guzmán. Parlament schválil jím navrženou pozemkovou reformu, jejíž podstatou bylo znárodnění půdy všem vlastníkům s více než 627 akrů půdy, a všem vlastníkům s 224-672 akry, kteří neobdělávají více než dvě třetiny této půdy. 1 400 000 akrů (570 000) hektarů půda bylo znárodněno a rozdělena mezi více než 100.000 farmářů, vlastníkům měla být nahrazena státními dluhopisy. V roce 1953 potom guatemalská vláda vyvlastnila celkem 400 000 akrů neobdělávané půdy vlastněné United Fruit Company, přičemž stát nabídl společnosti finanční vyrovnání. Podle jiných zdrojů šlo o 234 000 akrů (947 km2)  Odškodnení bylo formou dluhopisů ve výši $627 572, přičemž tato společnost požadovala více než dvacetkrát tolik $15 854 849. Ve stejném roce rozhodl nejvyšší soud, že reforma byla protiústavní a zablokoval její další provádění. Parlament v návaznosti na toto rozhodnutí odvolal čtyři soudce tohoto soudu.
Na pozadí Studené války, mocenského soupeření mezi USA a SSSR a také pod dojmem událostí na Kubě byla taková politika chápána jako pokus o zavedení komunismu v oblasti západní hemisféry. V roce 1954 guatemalské opoziční síly s pomocí CIA provedly puč a prezidenta Árbenz Guzmána sesadily. Někteří historii tvrdí, že hlavním motivem byla ochrana zahraničních investic United Fruit Company, jiní došli k závěru, že hlavním motivem byla obava z nastolení komunistického režimu v Guatemale. a ohledně otázky motivu není mezi historiky shoda.
Puč byl realizován v rámci operace CIA s názvem PBSUCCESS a jedním u podnětů k jejímu realizování byla dodávka československých zbraní do Guatemaly. Novým prezidentem se stal představitel vojenské junty Carlos Castillo Armas, který byl po 3 letech vlády v červnu 1957 zavražděn členem své ochranky. Většina následujících vládních kabinetů (až do roku 1986) vznikala v rámci vojenské junty a hlásila se k antikomunismu, za což je podporovaly Spojené státy americké, které si nepřály další komunistický režim (po Kubě, později i Nikaragui) blízko svých hranic.

## Průběh války

### 1960 – 1980
V roce 1960 proběhlo v Guatemale povstání mladých důstojníků vojenské akademie proti vojenské juntě. Povstání bylo tvrdě potlačeno, přeživší důstojníci následně tvořili jádro povstaleckých skupin působících v horách a založili Moviemiento Revolucionario 13 Noviembre (MR-13). Někteří z nich odešli na Kubu, odkud se snažili podporovat vznikající guatemalské guerillové jednotky. V 60. a 70. letech největší povstalecká organizace (Fuerzas Armadas Rebeldes - zkratka FAR), která vznikla sloučením MR-13 a povstaleckých skupin kolem Guatemalské strany práce (Partido Guatemalteco del Trabajo-PGT), uskutečňovala útoky proti vojenské juntě a jejím podporovatelům  FAR operovala především ve východních oblastech Guatemaly obývaných ladino obyvatelstvem..V roce 1968 povstalci zavraždili v Ciudad de Guatemala velvyslance USA Johna Gordona Meina . V průběhu 70. let vzniklo několik dalších povstaleckých skupin, nejvýznamnější z nich byly Ejército Guerillero de los Pobres (EGP), Organización del Pueblo en Armas (ORPA) a Partido Guatemalteco del Trabajo (PGT). Všechny tyto skupiny mezi sebou spolupracovaly.
Guatemalská armáda jako hlavní opora vojenské junty, která v zemi vládla podnikala s podporou USA od začátku proti povstalcům tvrdé kroky a od 70. let zintenzivnila represi také vůči civilnímu obyvatelstvu. Od druhé poloviny 60. let vznikaly tzv. eskadry smrti (polovojenská komanda napojená přímo na politické představitele), které uskutečňovaly početné vraždy, únosy a "zmizení" politických odpůrců režimu. I přes tyto události měl konflikt v 60. a 70. letech poměrně nízkou intenzitu oproti dění v 80. letech. Nicméně již od roku 1973 lze sledovat nárůst represí junty vůči civilnímu mayskému obyvatelstvu na venkově. To znamenalo, že mayská populace se stávala stále častěji obětí represe ale aktivním aktérem guerillové války proti juntě. Občanská válka v Guatemale tak začala mít od 70. let také otevřeně etnickou dimenzi.

### 1980 – 1996
31. ledna 1980 skupina indiánů z departementu El Quiché chtěla upozornit na mizení a vraždy příslušníků svých kmenů. Uspořádali demonstraci na velvyslanectví Španělska v Ciudad de Guatemala. Armáda i přes nesouhlas španělské vlády uskutečnila proti demonstrantům brutální zákrok, který skončil požárem ambasády a smrtí 39 protestujících . Tento incident vyprovokoval nárůst aktivity jak armády, tak i guerilly.
První polovina 80. let byla vrcholným obdobím bojů. Největší kulminace bojů nastala v letech 1981, 1982 a 1983, kdy armáda vedla cílenou kampaň nejen proti partyzánům, ale i proti indiánským společenstvím, která byla považována za sympatizující se vzbouřenci
. V letech 1981 a 1982 uprchlo do sousedního Mexika na 200 000 Guatemalců . Dále bylo mezi lety 1980 až 1985 zabito asi 100 000 civilistů, 450 vesnic bylo zničeno, 60 000 domorodých obyvatel Guatemaly bylo nuceně přesídleno a několik tisíc lidí zmizelo. Během občanské války zmizelo z mapy Guatemaly na 400 vesnic, které byly vypáleny a obyvatelé zabiti .
V důsledku těchto událostí se guerillové hnutí snažilo spojit své síly a 7. února 1982 vznikla Guatemalská revoluční národní jednota (Unidad Revolucionaria Nacional Guatemalteca - URNG), která byla spojením 4 nejvýznamnějších guerillových skupin (FAR, EGP, ORPA, PGT).
Intenzívní protiguerillová kampaň vojenské junty, která stále zvyšovala nároky na rekruty a důstojníky (generál Benedicto Lucas García požadoval ztrojnásobení počtu vojáků) nakonec vyvolala opoziční reakce v rámci samotné armády. Nuceným odchodem generála Lucase Garcíi a jeho bratra prezidenta Romea Lucase Garcíi (1982) došlo na straně junty ke změně taktiky, která nyní zahrnovala vyjednávání a nabídku amnestie. Několik měsíců relativního klidu potom na počátku roku 1983 vystřídala nová vojenská ofenzíva proti guerillovému hnutí. Junta přitom využívala také nevojenské metody boje jako byla nabídka různých rozvojových programů, dodávky jídla nebo ochrana spojeneckých vesničanů, které by zlepšili pozici armády v regionech ovládaných guerillovou válkou. Režim také posílil počet vojáků v armádě a nechal zřídit polovojenské tzv. Patrullas de Autodefensa Civil (PAC), do kterých bylo rekrutována na 900 tisíc Guatemalanů. Potravinová a další pomoc státu pak byla často vázána na členství v těchto jednotkách. Tato nová strategie je často označována jako Fusilles y Frijoles (zbraně a fazole). V důsledku této strategie se ale guerillová strana dostávala stále více do defenzívy a guerillový konflikt se v Guatemale postupně zklidňoval.
Ve volbách konaných v roce 1985 zvítězil civilní kandidát Vinicio Cerezo, jehož politickým cílem bylo zahájit jednání s UNRG o uzavření míru. Cerezova vláda byla oficiálně civilní, nicméně skutečnou rozhodující politickou sílu představovala stále armáda. V roce 1987 proběhly první, leč neúspěšné mírové rozhovory. Pod dozorem a za podpory OSN byla v roce 1994 podepsána smlouva o lidských právech mezi vládou a povstalci . V roce 1996 se prezidentem stal Álvaro Arzú Irigoyen, který odvolal mnoho zkorumpovaných důstojníků a začal jednat s povstalci. V březnu 1996 guerilly vyhlásily dočasný klid zbraní, 29. prosince téhož roku byla v norském Oslu podepsána mírová smlouva mezi vládou a UNRG. V první polovině roku 1997 proběhla v zemi mírová operace OSN nazvaná MINUGUA .

## Odpovědnost za konflikt

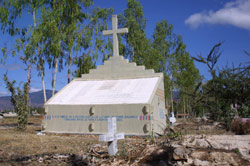
Pomník obětem války na hřbitově ve městě Rabinal

Podle analýzy Guatemalské komise pro pravdu a smíření zveřejněné v roce 1999 má 93 % obětí na svědomí armáda, bezpečnostní složky a eskadry smrti, zatímco povstalci usmrtili 3 % z celkem 200 000 obětí konfliktu; 83 % všech obětí bylo mayského původu. Nejpostiženějšími regiony státu byly El Quiché, Huehuetenango a Alta Verapaz.
I přes závažnost guatemalské občanské války jí dlouho byla věnována jen velmi malá mezinárodní pozornost a publicita. Je prokázáno, že na tom měla výraznou zásluhu vláda USA, obzvláště za administrativy prezidenta Ronalda Reagana. Představitelé USA porušování lidských práv v Guatemale marginalizovali, zamlčovali či dokonce přímo popírali, i když z odtajněných zpráv z tohoto období je zřejmé, že o něm byli obšírně informováni. USA totiž vojenskou diktaturu výrazně podporovaly a mnozí vojáci a členové eskader smrti byli v USA přímo vycvičeni. Prezident Bill Clinton po zveřejnění zprávy komise OSN připustil, že „podporování Guatemaly v tom čase bylo nesprávné“.
Výraznou zásluhu na rozšiřování mezinárodního povědomí o konfliktu v Guatemale má indiánská aktivistka Rigoberta Menchú, která byla v roce 1992 za svoji aktivitu oceněna Nobelovou cenou míru.